# Sacro polo
Sacro polo (także: Kato polo) – sarkastyczne określenie gatunku muzycznego, charakteryzującego się prostą formą (gitara akustyczna, organy elektroniczne, chórki dziecięce) oraz prostą "wpadającą w ucho" melodią, posiadającego tematykę religijną. Określenie powstało przez analogię do nazwy nurtu disco polo o tematyce miłosnej i sielankowej, a utworzyli je przeciwnicy i krytycy tego gatunku.
Sacro polo z założenia ma korzenie we współczesnej kulturze chrześcijańskiej, stąd też dominuje tematyka religijna – cytaty z Biblii, kolędy podane jednakże w bardzo uproszczonej formie. Zdarzają się też piosenki, których tematem jest rodzina, przyjaciele, zwierzęta.
Wśród wykonawców zaliczanych do nurtu sacro polo można wymienić między innymi Magdę Anioł i ks. Stefana Ceberka. Niektórzy obserwatorzy i krytycy muzyczni (np. Anna Szulc w tygodniku Przekrój) zaliczają do tego gatunku także realizacje kompozytora i dyrygenta Piotra Rubika.